# Hoplites
L'oplite (gen. Hoplites) è un mollusco cefalopode estinto appartenente alle ammoniti. Visse verso la fine del Cretaceo inferiore (circa 100 milioni di anni fa), e i suoi resti sono stati rinvenuti in vari giacimenti d'Europa.

## Descrizione
La conchiglia dell'oplite era decisamente rigonfia e simmetrica, dotata di poche spire. L'ultimo giro era molto più alto dei precedenti e l'ombelico risultava particolarmente stretto e profondo. L'ornamentazione era ben visibile lungo i fianchi, che erano dotati di coste robuste e flessuose; queste sporgevano nella regione sifonale in modo tale da rendere il contorno di questa ammonite altamente irregolare. Le coste erano biforcute e si originavano da un piccolo tubercolo allungato, posto vicino all'ombelico; ulteriori coste erano presenti tra quelle principali. Una delle specie più note è Hoplites dentatus, dal diametro di circa 5 centimetri.

## Stile di vita
Non è chiaro se questa ammonite fosse un predatore o meno; in ogni caso, il notevole accumulo di fossili di oplite rinvenuti in alcuni giacimenti lascia supporre che questi animali vivessero in banchi, tra le praterie di alghe marine. Lo stile di vita di queste ammoniti rimane tuttavia enigmatico.